# Thomas Mitchell (Schauspieler)
Thomas John Mitchell (* 11. Juli 1892 in Elizabeth, New Jersey; † 17. Dezember 1962 in Beverly Hills, Los Angeles) war ein US-amerikanischer Schauspieler und Autor. Ihm gelang es als erstem Mann überhaupt, die bedeutendsten Preise in den drei wichtigsten Arbeitsfeldern für US-Schauspieler zu gewinnen – Oscar (Film), Emmy (Fernsehen) und Tony Award (Theater). Heute ist er vor allem durch seine markanten Nebenrollen in vielen Hollywood-Klassikern bekannt: In Vom Winde verweht als Gerald O’Hara, in Ringo als Doc Boone, in Ist das Leben nicht schön? als Onkel Billy und in Zwölf Uhr mittags als Bürgermeister.

## Leben und Karriere
Thomas Mitchell wuchs als jüngstes von sieben Kindern einer irischen Einwandererfamilie in New Jersey auf. Viele Mitglieder der gebildeten Familie arbeiteten als Journalisten oder in anderen gesellschaftlichen Tätigkeiten. Sein Neffe James P. Mitchell war Arbeitsminister unter Dwight D. Eisenhower. Nach seinem Abschluss an der St. Patrick High School in Elizabeth arbeitete Thomas Mitchell wie sein früh verstorbener Vater und sein Bruder zunächst als Zeitungsreporter. Nach kurzer Zeit fand er jedoch mehr Gefallen daran, komödiantische Sketche für das Theater zu schreiben. Im Jahr 1913 schaffte Mitchell schließlich den Sprung zum professionellen Schauspieler. Anfangs wurde er maßgeblich vom Schauspieler Charles Coburn unterstützt, der den Jungschauspieler Mitchell in seiner Shakespeare-Company verpflichtete.
Sein Broadway-Debüt absolvierte Mitchell 1916 im Stück Under Sentence. Er konnte sich am Broadway als Schauspieler, Autor und Regisseur etablieren und trat bis 1960 dort in mindestens 27 Stücken auf, teilweise in Hauptrollen. Die von Mitchell selbst geschriebenen Theaterstücke Little Accident (1928) und Cloudy with Showers (1931) waren zu ihrer Entstehungszeit größere Erfolge. Sechs seiner Stücke wurden schließlich verfilmt, darunter So ein Papa (1944) mit Gary Cooper und Teresa Wright in den Hauptrollen. Sein Filmdebüt absolvierte Mitchell bereits 1923 im Stummfilm Six Cylinder Role. Allerdings blieb er weiterhin vor allem dem Theater verbunden und drehte seinen nächsten Film Craig’s Wife erst 13 Jahre später. Zu diesem Zeitpunkt siedelte Mitchell nach Hollywood über und erhielt sofort größere Nebenrollen. Einem großen Publikum wurde er erstmals 1937 mit der Rolle eines schwindelnden Bankiers in Frank Capras Abenteuerfilm In den Fesseln von Shangri-La bekannt. Nur ein Jahr später erhielt er seine erste Oscar-Nominierung für seine Rolle als Dr. Kersaint im Film … dann kam der Orkan.
In den folgenden Jahren war Mitchell als Darsteller von sehr unterschiedlichen, häufig aber leicht komischen und wichtigtuerischen Nebenfiguren zu sehen. 1939 spielte er in gleich fünf anerkannten Klassikern: Im Leinwandepos Vom Winde verweht stellte er Scarlett O’Haras stolzen Vater Gerald O’Hara dar, in der Politiksatire Mr. Smith geht nach Washington spielte er einen Washingtoner Zeitungsreporter, in der Literaturverfilmung Glöckner von Notre Dame war er Bettlerkönig Clopin, in S.O.S. Feuer an Bord trat er als Pilot neben Cary Grant auf und im Western Ringo verkörperte er den betrunkenen Doc Boone. Für seinen Auftritt in Ringo erhielt er 1940 den Oscar als bester Nebendarsteller, was er mit den Worten „I didn’t know I was that good“ kommentierte.
Mitchell blieb für den Rest seiner Karriere ein vielbeschäftigter Darsteller in Filmen wie Nacht im Hafen (1942) und Schlüssel zum Himmelreich (1944). Eine seiner heute bekanntesten Rollen hatte er als Billy Bailey, der etwas schusselige Onkel von James Stewart, im Weihnachtsklassiker Ist das Leben nicht schön? (1946) unter der Regie von Frank Capra. In Fred Zinnemanns Westernklassiker Zwölf Uhr mittags (1952) war er neben Gary Cooper und Grace Kelly in der Rolle des Kleinstadt-Bürgermeisters zu sehen, der Ärger möglichst vermeiden will und sich deshalb eher feige verhält. Zu dieser Zeit begann Mitchell, regelmäßig in Haupt- und Gastrollen im aufkommenden Fernsehen mitzuwirken. 1954 verkörperte er die Titelfigur der Serie Mayor of the Town, 1959 hatte er ebenfalls eine Hauptrolle in der Fernsehserie Glencannon. Er war insgesamt dreimal für den Emmy nominiert und gewann ihn 1953 für die Serie The Doctor als bester Hauptdarsteller. Im selben Jahr gewann er den Tony Award als bester Darsteller in einer Komödie für seine Rolle als Dr. Downer in Hazel Flagg, einer Musicalversion des Films Denen ist nichts heilig. Er war damit der erste männliche Schauspieler und nach Helen Hayes die zweite Person, die einen Oscar (Film), einen Emmy (Fernsehen) und einen Tony Award (Theater) und somit die wichtigsten Preise in den drei wichtigsten Arbeitsfeldern für Schauspieler gewinnen konnte. Bis heute ist dies nur knapp über 20 Schauspielern gelungen.
In seinem letzten Film Die unteren Zehntausend (1961) mit Bette Davis und Glenn Ford agierte Mitchell zum wiederholten Mal unter Frank Capras Regie und verkörperte einen in Spielschulden geratenen Richter. Eine seiner letzten Rollen hatte er 1962 am Theater in der Rolle des Inspector Columbo, die später durch Peter Falk und dessen Fernsehserie weltberühmt wurde. Zunächst sollte auch Mitchell die Rolle des Columbo in einem Film spielen, aber er war bereits zu krank, um das Angebot anzunehmen. Er starb wenig später mit 70 Jahren an Magenkrebs. Er hinterließ seine zweite Ehefrau, die er 1941 geheiratet hatte. Von seiner ersten Frau hatte er sich 1939 nach nur zweijähriger Ehe getrennt.

## Filmografie (Auswahl)
- 1923: Six Cylinder Love
- 1936: Craig’s Wife
- 1936: Adventure in Manhattan
- 1936: Theodora wird wild (Theodora Goes Wild)
- 1937: Man of the People
- 1937: When You’re in Love
- 1937: In den Fesseln von Shangri-La (Lost Horizon)
- 1937: I Promise to Pay
- 1937: Kein Platz für Eltern (Make Way for Tomorrow)
- 1937: … dann kam der Orkan (The Hurricane)
- 1938: Love, Honor and Behave
- 1938: Trade Winds
- 1939: Ringo (Stagecoach)
- 1939: S.O.S. Feuer an Bord (Only Angels Have Wings)
- 1939: Mr. Smith geht nach Washington (Mr. Smith Goes to Washington)
- 1939: Vom Winde verweht (Gone with the Wind)
- 1939: Der Glöckner von Notre Dame (The Hunchback of Notre Dame)
- 1940: Die Insel der Verlorenen (Swiss Family Robinson)
- 1940: Three Cheers for the Irish
- 1940: Unsere kleine Stadt (Our Town)
- 1940: Angels Over Broadway
- 1940: Der lange Weg nach Cardiff (The Long Voyage Home)
- 1941: Dem Schicksal vorgegriffen (Flight from Destiny)
- 1941: Ufer im Nebel (Out of the Fog)
- 1941: Alles was Geld kaufen kann (All That Money Can Buy)
- 1942: Joan of Paris
- 1942: Song of the Islands
- 1942: Nacht im Hafen (Moontide)
- 1942: This Above All
- 1942: Sechs Schicksale (Tales of Manhattan)
- 1942: Der Seeräuber (The Black Swan)
- 1943: Immortal Sergeant
- 1943: Geächtet (The Outlaw)
- 1943: Bataan
- 1943: Das zweite Gesicht (Flesh and Fantasy)
- 1944: Fünf Helden (The Sullivans)
- 1944: Buffalo Bill, der weiße Indianer (Buffalo Bill)
- 1944: Wilson
- 1944: Dark Waters
- 1944: Schlüssel zum Himmelreich (The Keys of the Kingdom)
- 1945: Die tollkühnen Abenteuer des Captain Eddie (Captain Eddie)
- 1945: Within These Walls
- 1945: Mann ohne Herz (Adventure)
- 1946: Three Wise Fools
- 1946: Der schwarze Spiegel (The Dark Mirror)
- 1946: Ist das Leben nicht schön? (It’s a Wonderful Life)
- 1947: High Barbaree
- 1947: The Romance of Rosy Ridge
- 1948: Der Herr der Silberminen (Silver River)
- 1949: Der Agent aus der Hölle (Alias Nick Beal)
- 1949: Die Todeskurve (The Big Wheel)
- 1951: Journey Into Light
- 1952: Zwölf Uhr mittags (High Noon)
- 1953: The Backbone of America
- 1954: Das Geheimnis der Inkas (Secret of the Incas)
- 1954: Destry räumt auf (Destry)
- 1955: The Adventures of Huckleberry Finn (Fernsehfilm)
- 1956: Die Bestie (While the City Sleeps)
- 1958: Handle with Care
- 1960: Too Young to Love
- 1961: Und die Nacht wird schweigen (By Love Possessed)
- 1961: Die unteren Zehntausend (Pocketful of Miracles)

## Auszeichnungen
- 1938: Oscar-Nominierung als bester Nebendarsteller für … dann kam der Orkan
- 1940: Oscar als bester Nebendarsteller für Ringo
- 1940: 2. Platz als bester Darsteller beim New York Film Critics Circle Award für Der lange Weg nach Cardiff
- 1952: Emmy-Nominierung als bester Darsteller
- 1953: Emmy als bester Darsteller
- 1953: Tony Award als bester Darsteller für Hazel Flagg
- 1955: Emmy-Nominierung als bester Darsteller mit Gastauftritt
- 1960: Zwei Sterne auf dem Hollywood Walk of Fame für Fernsehen und Film